# Rhombothyria flavicosta
Rhombothyria flavicosta là một loài ruồi trong họ Tachinidae.